# História de São Marino
Segundo a tradição, a origem de San Marino remonta ao século IV, quando Marino (latim: Marinus) e um grupo de discípulos se refugiaram no Monte Titano para escapar de perseguições.

Por volta do século XII, São Marinho já tinha uma configuração política, com seus estatutos e cônsules, e devido ao isolamento geográfico conseguiu manter-se independente, apesar da rivalidade entre nobres e bispos vizinhos. Em meados do século XV, São Marinho era uma república regida por um conselho de sessenta membros. No século XVI, foi ocupada temporariamente por César Bórgia. Tentativas de anexação aos Estados Pontifícios, no século XVIII, marcaram o declínio da república.
Quando Napoleão invadiu a Itália, respeitou a independência da república de São Marinho e chegou a propor a extensão de seu território em 1797. Mais tarde, o Congresso de Viena (1815), ao final das guerras napoleônicas, reconheceu a soberania do país. Durante o movimento de unificação da Itália, São Marinho ofereceu asilo a revolucionários, entre os quais Giuseppe Garibaldi. Depois que a Itália se unificou, uma série de tratados—o primeiro deles em 1862—confirmou sua independência.
A república sob Giuliano Gozi (1918-1943) adotou o regime fascista, em consonância com a política italiana, tendo o colapso de ambos regimes no final de julho de 1943. Em 1944, a república de San Marino foi invadida por refugiados alemães, bombardeada e ocupada pelas forças aliadas. Recuperada a independência, São Marinho foi governado por uma coalizão de comunistas e socialistas até 1957, quando chegou ao poder uma aliança entre o Partido Democrático Cristão e o Partido da Democracia Socialista. Em 1978, comunistas e socialistas voltaram ao governo, no qual se mantiveram depois das eleições de 1983.
Em julho de 1986, a crise política resultante de um escândalo financeiro que envolveu socialistas levou à formação de uma nova coalizão entre democrata-cristãos e comunistas. Em 1990, o Partido Comunista passou a se chamar Partido Democrático Progressista. Dois anos depois, os democrata-cristãos aceitaram formar um governo de coligação com os socialistas e decidiram não fazer novas alianças com os progressistas, devido à derrocada do comunismo na Europa.